# Siège de Brimstone Hill
Ne doit pas être confondu avec Bataille de Saint-Christophe.
Guerre d'indépendance des États-Unis
Batailles
La prise de Saint-Christophe par les Français également connue sous le nom de siège de Brimstone Hill (19 janvier – 13 février 1782) est un siège de la guerre d'indépendance des États-Unis. Après avoir débarqué à Saint-Christophe, les troupes françaises du marquis de Bouillé encerclent et assiègent la forteresse de Brimstone Hill. À l'issue d'un mois de siège, la garnison britannique inférieure en nombre et sans espoirs de recevoir des renforts, finit par capituler. Le comte de Grasse, qui avait convoyé les troupes du marquis de Bouillé et appuyé le siège, est chassé de son mouillage par la flotte de l'amiral Hood. Bien que la flotte de Hood ait été inférieure d'un tiers, de Grasse ne parviendra pas à déloger les bâtiments ennemis. La tentative de Hood de briser le siège se révèle cependant vaine et la garnison capitule au bout d'un mois.
Un an plus tard, le Traité de Paris rétrocède Saint-Christophe et l'île voisine de Niévès aux Britanniques.

## La prise de l'île par les Français
Dans un premier temps, une attaque contre la Barbade est élaborée. Repoussés dans leur tentative par la violence des alizés, les Français se tournent alors vers l'île de Saint-Christophe située sous le vent.
De Grasse met les voiles depuis la Martinique et atteint Saint-Christophe le 11 janvier 1782. À leur arrivée, les Britanniques — commandés par le Brigadier-général Thomas Fraser — s'étaient déjà retranchés dans la forteresse. Le débarquement se fait donc sans heurts et le siège débute le 19 janvier. 
Le 24 janvier, vingt-deux vaisseaux de guerre britanniques commandés par l'amiral Hood sont aperçus à proximité de Niévès avec pour mission de dégager Saint-Christophe. La flotte de Grasse se lance à leur rencontre, mais le lendemain à l'aube Hood avait viré vers Montserrat et des vents contraires est-sud-est empêchent les Français d'atteindre les Britanniques avant qu'ils ne virent au nord autour de Niévès et qu'ils ne jettent l'ancre au large de Basseterre. De Grasse attaque la flotte britannique au mouillage dans la matinée et l'après-midi du 26 janvier mais il est repoussé, des renforts britanniques sont débarqués. Pendant ces affrontements navals, les Français perdent 107 hommes et ont 207 blessés à déplorer, les Britanniques ont 72 tués et 244 blessés. Le 28 janvier, l'avant-garde britannique de 1 200 hommes progresse en direction de la ville de Basseterre sous les ordres du général Robert Prescott alors qu'en face d'eux, les 274 hommes du colonel de Fléchin, issus des régiments d'Agénois et de Touraine, ralentissent leur progression assez longtemps pour permettre au marquis de Bouillé d'envoyer des renforts situés de l'autre côté de l'île.

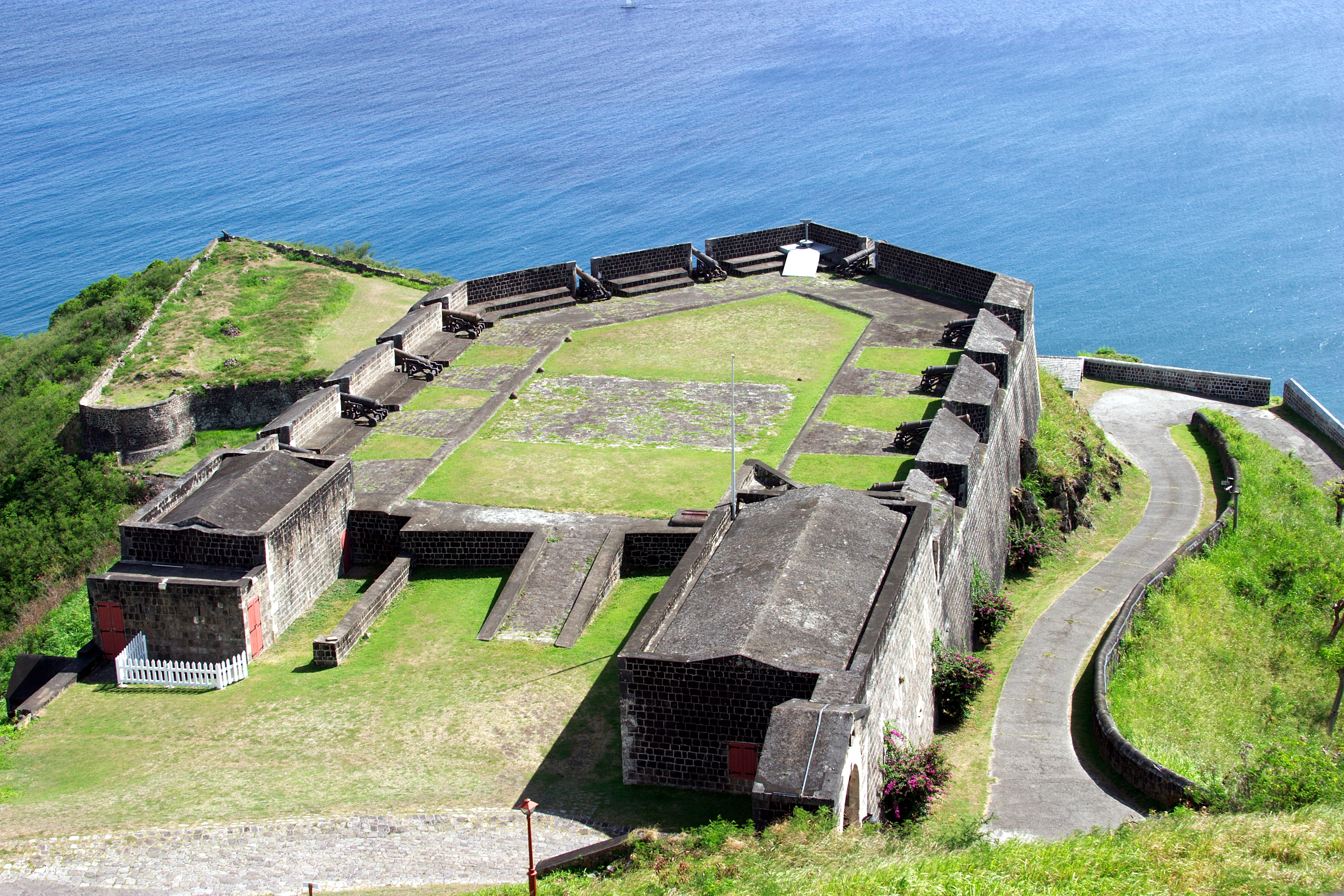
Vue de la forteresse de Brimstone Hill, aujourd'hui classée au Patrimoine mondial par l'UNESCO.

L'offensive de Prescott est repoussée, mais les Français éprouvent - eux aussi - des difficultés : ils perdent une partie de leur artillerie de campagne dans le naufrage d'un bâtiment à proximité de Saint-Christophe et un autre bâtiment apportant des munitions est capturé par une frégate britannique. Le gouverneur britannique envoie de l'artillerie et des munitions au général Fraser mais celles-ci sont interceptées par les habitants de l'île et données volontairement au Français. Les compagnies chargées de défendre la forteresse de Brimstone Hill sont alors le 1er bataillon of the 1st Foot (environ 700 hommes), des compagnies du 15th Foot (environ 120 hommes), un détachement de la Royal Artillery ainsi que des miliciens. Le 12 février, la petite garnison de Fraser, ayant perdu plus de 150 hommes tués et blessés, sans compter le grand nombre de malades, est épuisée. Des brèches avaient été ouvertes dans les murs de la forteresse et certains miliciens demandaient ouvertement à se rendre. Fraser n'avait d'autre alternative que de négocier une reddition, avec pour condition de pouvoir sortir de la forteresse avec les honneurs de la guerre (i.e : que ses hommes gardent leurs armes). Le lendemain, de Grasse se hasarde à Niévès à la rencontre d'un convoi de ravitaillement français, tandis que Hood profite de l'occasion pour s'échapper dans la direction opposée, dans la matinée du 14 février.

### Sources et bibliographie
- (en) Clark G. Reynolds, Navies in history, US Naval Institute Press, 1998, 267 p. (ISBN 1-55750-716-3) ;
- (en) David F. Marley, Wars of the Americas : A Chronology of Armed Conflict in the New World, 1492 to the Present, Santa Barbara (Calif.)/Denver (Colo.)/Oxford, ABC-CLIO, 1998, 722 p. (ISBN 0-87436-837-5, lire en ligne) ;
- (en) Jeremy Black, A Military History of Britain : From 1775 to the Present, Westport (Conn.), Praeger Publishers, 2006, 191 p. (ISBN 0-275-99039-7, lire en ligne) ;
- (en) Rene Chartrand, The French Army in the American War of Independence, Osprey Publishing, 1992, 48 p. (ISBN 1-85532-167-X) ;
- Désiré Monnier, Les jurassiens recommandables par des bienfaits, des vertus, des services plus ou moins utiles, et par des succès obtenus dans la pratique des arts et des sciences, pour servir à la statistique morale du Jura et à l'histoire des arts en Franche-Comté, Lons-le-Saunier, imprimerie de Frédéric Gauthier, 1828, 513 p. (lire en ligne), p. 177-178 biographie du capitaine Claude-Étienne Baratte.